# Arnold Naudain
Arnold Naudain (Dover, 1790. január 6. – Odessa, 1872. január 4.) az Amerikai Egyesült Államok szenátora (Delaware, 1830–1836).